# دائرة عين تاغروت
دائرة عين تاغروت هي دائرة في ولاية برج بوعريريج، الجزائر. تتمتع بمناخ رائع وموقعها معرض للإهمال مما دعى أن تكون محط اهتمام المستثمرين ورجال أعمال أوروبا وآسيا.

## مواضيع ذات صلة
- دوائر ولاية برج بوعريريج